# Elezioni parlamentari in Giappone del 1983
Le elezioni parlamentari in Giappone del 1983 si tennero il 18 dicembre per il rinnovo della Camera dei rappresentanti. In seguito all'esito elettorale, Yasuhiro Nakasone, esponente del Partito Liberal Democratico, fu confermato Primo ministro.

## Risultati
| Liste                          | Voti       | %     | Seggi |
| ------------------------------ | ---------- | ----- | ----- |
| Partito Liberal Democratico    | 25 982 785 | 45,76 | 250   |
| Partito Socialista Giapponese  | 11 065 083 | 19,49 | 112   |
| Kōmeitō                        | 5 745 751  | 10,12 | 58    |
| Partito Comunista Giapponese   | 5 302 485  | 9,34  | 26    |
| Partito Democratico Socialista | 4 129 908  | 7,27  | 38    |
| Nuovo Club Liberale            | 1 341 584  | 2,36  | 8     |
| Shaminren                      | 381 045    | 0,67  | 3     |
| Altri                          | 62 324     | 0,11  | –     |
| Indipendenti                   | 2 768 736  | 4,88  | 16    |
| Totale                         | 56 779 701 | 100   | 511   |